# Andoni Zubiaurre
Andoni Zubiaurre Dorronsoro (nascut el 4 de desembre de 1996) és un futbolista basc que juga com a porter al CE Eldenc.

## Carrera de club
Nascut a Ordizia, Guipúscoa, País Basc, Zubiaurre va representar l'Ordizia KE i l'Antiguoko per edats. El juny de 2015 es va incorporar a la Reial Societat i va ser destinat a l'equip de formació de Tercera Divisió.
Ascendit al filial a Segona Divisió B per a la temporada 2017-18, Zubiaurre va renovar el seu contracte fins al 2021 el 13 de juny de 2018. El 29 d'agost de l'any següent, va ampliar encara més el seu enllaç fins al 2022.
L'1 d'octubre de 2020, Zubiaurre va ser cedit a Cultural i Deportiva Leonesa per a la campanya. En tornar, va ser assignat de nou a l'equip B, ara a Segona Divisió, i va debutar professionalment el 14 d'agost de 2021 en una victòria a casa per 1-0 davant el CD Leganés.
Ascendit definitivament al primer equip la temporada 2022–23, Zubiaurre va debutar amb el primer equip el 13 de novembre de 2022, començant com a titular en una golejada per 4–1 a fora contra el CD Cazalegas, a la Copa del Rei de la temporada. El 17 de juliol següent, va signar un contracte de dos anys amb el CE Eldenc a la segona divisió.
Inicialment fou suplent de Guillermo Vallejo, després va gaudir d'un breu període de titularitat abans de perdre el seu lloc davant Álvaro Aceves. El 17 de gener de 2024, va ser cedit al CD Mirandés de segona divisió per a la resta de la campanya.